# Bandama
Il Bandama è un fiume della Costa d'Avorio. Esso nasce nella parte settentrionale del Paese, è lungo circa 800 km e sfocia nel Golfo di Guinea.
Il fiume Bandama scorre attraverso il lago Kossou, un ampio lago artificiale creato nel 1973 in seguito alla costruzione della diga di Kossou nell’omonima città.
Yamoussoukro, la capitale della Costa d’Avorio, è sita nelle vicinanze del fiume Bandama.